# 青春をぶっつけろ!
『青春をぶっつけろ！』（せいしゅんをぶっつけろ）は、1965年2月6日から同年7月31日までTBS系列局（一部を除く）で放送されていたテレビドラマである。宝塚映画製作所と東宝と朝日放送の共同製作。企画：電通。ハウス食品工業（現・ハウス食品）の一社提供。全26話。
柔道部で技を磨く大学生たちの取り巻く環境や人間関係を巡る物語。本作は、森次浩司（後の森次晃嗣）のデビュー作であり、黒沢年雄や火野正平の初出演ドラマとなった。

## 放送時間
TBSなどでは毎週土曜 19:30 - 20:00 （日本標準時）に放送。製作局の朝日放送はこの時間帯に関西ローカルの自社製作ドラマ『部長刑事』を放送していたため、本作を4日遅れの火曜 19:30 - 20:00 に放送していた。またそのため、同局は土曜日にネット局への裏送りを行っていたが、回線運用の関係上、同局が直接配信したか、TBSに番組素材を渡して配信を委託していたかは不明。

## 出演者
- 金光満樹
- 黒沢年男
- 古川緑九
- 森次浩司
- 火野正平[注 1]
- いしだあゆみ
- 磯村みどり
- 寺島達夫
- ほか

## スタッフ
- 脚本：須崎勝弥、はざまたけし（迫間健） ほか
- 監督：板谷紀文 ほか

## 主題歌
「青春をぶっつけろ！」
作詞：はざまたけし / 作編曲：いずみたく / 歌：ボニージャックス、矢野康子とそのグループ
主題歌を収録したシングルレコードは、同時期に日本テレビで放送されていた帯ドラマ『赤でんわ』の主題歌だった「太陽の町」とのカップリングでキングレコード（品番：BS-184）からリリースされた。